# Potentilla pamirica
Potentilla pamirica es una especie de planta del género Potentilla, perteneciente a la familia Rosaceae.

## Taxonomía
Potentilla pamirica fue descrita por Franz Theodor Wolf en 1915.

## Distribución
Se encuentra en el territorio de Afganistán hasta el suroeste de Mongolia y el oeste del Himalaya.